# Orthotylus adenocarpi
Orthotylus adenocarpi är en insektsart som först beskrevs av Jean Pierre Omer Anne Édouard Perris 1857.  Orthotylus adenocarpi ingår i släktet Orthotylus, och familjen ängsskinnbaggar. Enligt den svenska rödlistan är arten nära hotad i Sverige. Arten förekommer i Götaland. Artens livsmiljö är jordbrukslandskap, stadsmiljö.